# Mesa de billar

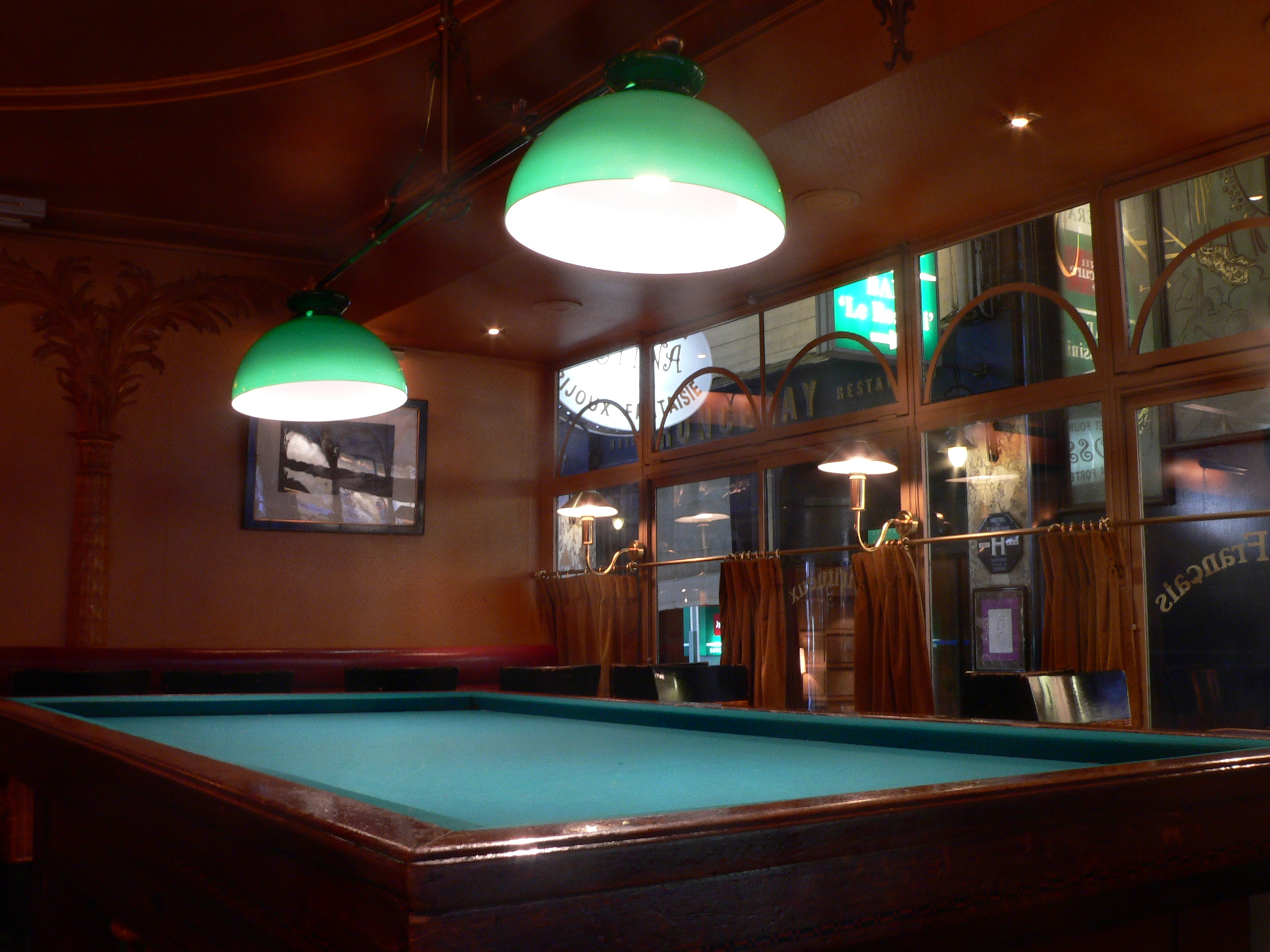
Mesa de billar.

La  mesa de billar (o mesa de pool) es una mesa sobre la que se practica el juego del billar. En la era moderna, la mesa ofrece una superficie lisa cubierta de una tela y rodeada de amortiguadores de caucho vulcanizado, todo ello elevado sobre el suelo.

## Historia

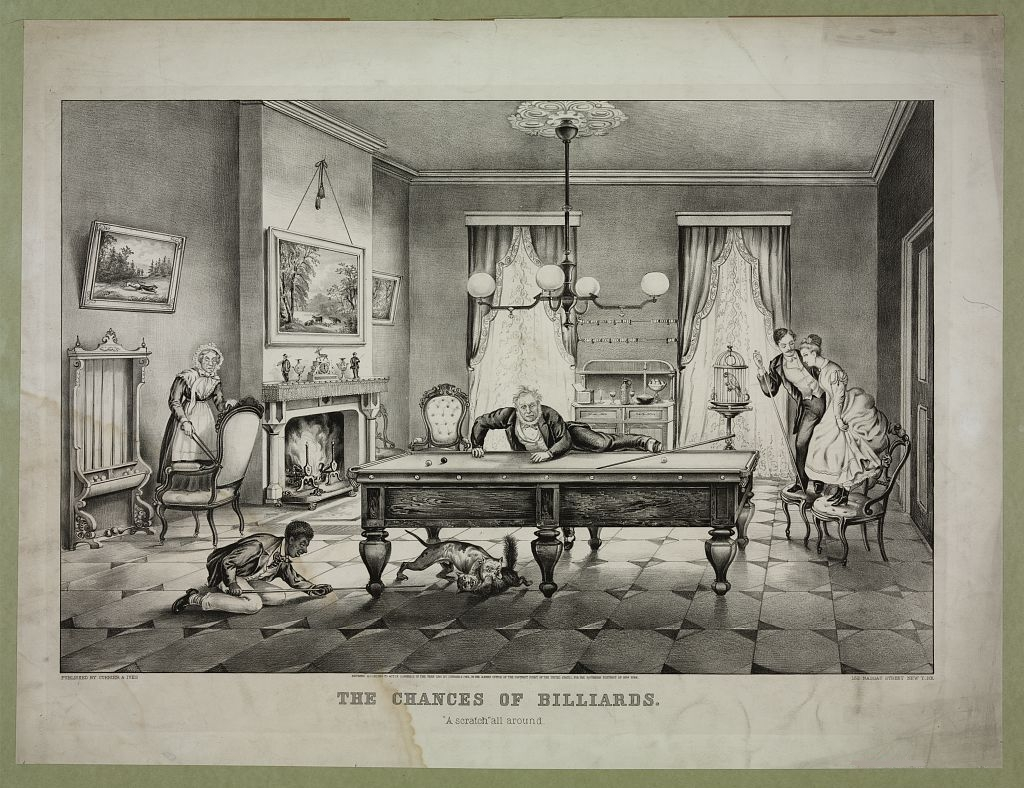
Ilustración con mesa de billar, 1869

El billar como verdadero y muy lujoso mueble destinado a esparcimiento doméstico se deriva de los diferentes juegos de bolas que han estado en uso desde tiempo remotos. Parece de invención francesa, ya usado en los últimos siglos de la Edad Media. En lo que tiene de artística la mesa que lo constituye, ha seguido las variantes del estilo del Renacimiento y los caprichos del gusto al igual que los demás muebles de salón y gabinete.
La mesa de billar que se conoce como más temprana se hallaba en la corte de Luis XI de Francia (1461–1483), consistiendo simplemente en césped colocado sobre una mesa amplia del día a día.  Las mesas cubiertas de tela específicas para billar con amortiguadores de madera (hechos de capas de fieltro, o forradas con paja pronto evolucionaron cuando la popularidad del juego se extendió entre los franceses y otros aristócratas europeos. 
La demanda cada vez mayor de mesas y otro tipo de equipamiento en Europa fue acogida por los fabricantes de mobiliario del momento alguno de los cuales se empezaron a especializar en mesas de billar. Hacia 1840, el tablero de las mesas estaba hecho de pizarra tal como se hace hoy en mesas de calidad. El fabricante inglés John Thurston fue decisivo en este cambio habiendo comprobado este tipo de superficie desde 1826. Tras experimentar con pelo, paño y plumas como material para los amortiguadores, también introdujo los topes de caucho en 1835. Inicialmente, esto no tuvo éxito ya que la elasticidad del caucho varía con la temperatura ambiente. Tras tratar de distribuir calentadores de caucho con un éxito parcial, Thurston fue salvado por el descubrimiento de la vulcanización en 1843 por el ingeniero británico Thomas Hancock. Thurston utilizó caucho vulcanizado para sus últimos amortiguadores y todavía se usan por muchos fabricantes hoy en día (algunos utilizan materiales sintéticos). El primer conjunto de Thurston fue presentado a la Reina Victoria.
En Estados Unidos, la fabricación de mesas de billar se ha desarrollado desde al menos mediados del siglo XIX. El precursor de la  Brunswick Company comenzó la fabricación comercial en 1845.  En San Francisco, California, varios fabricantes estaban activos a finales del siglo XIX.

## Partes y equipamiento

### Bolsillos
Las mesas de billar americano y snooker tienen seis bolsillos (o troneras): uno en cada esquina y otros dos en el centro de las bandas largas. Las mesas de billar francés (o carambola) no tienen bolsillos.

### Amortiguadores

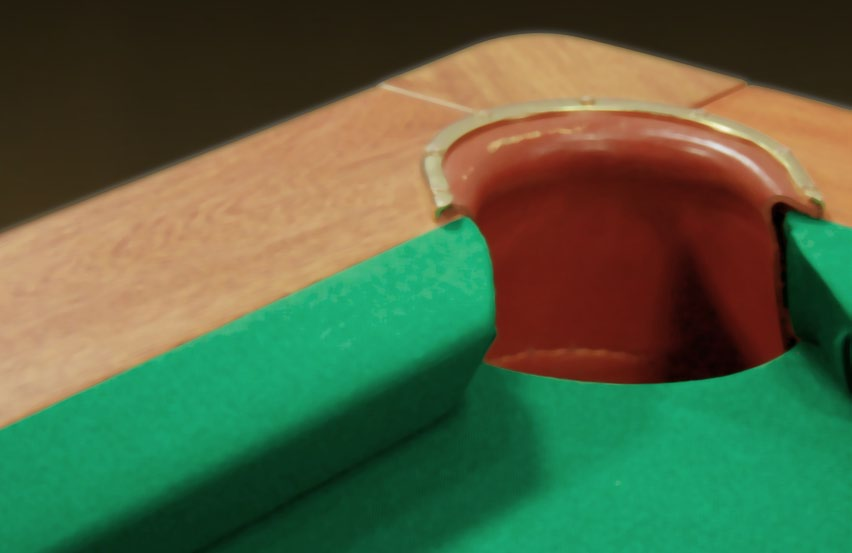
Amortiguadores y bolsillo

Los amortiguadores están situados en el lado interior de la mesa de madera. Existen diferentes materiales y filosofías en el diseño de amortiguaodres de caucho. Los topes están hechos de un material elástico como caucho vulcanizado (goma o sintético). Su objeto es que las bolas de billar reboten minimizando la pérdida de energía cinética. 
La distancia de una instalación adecuada de amortiguadores hasta la mesa es de 1 7/16" cuando se usan bolas de 2 1/4".
El perfil de los amortiguadores que es el ángulo en relación con la base de la mesa, varía en función de los tipos de mesa.
La mesa americana estándar es la de perfil K-66, que es el definido por el Congreso de Billar de América tiene una base de 1-3/16 pulgadas y una altura de 1 pulgadas Esto hace que las bolas reboten de una forma más o menos predecible durante el juego.
En una mesa de billar francés, se utiliza el perfil K-55 (con un tipo de ángulo más agudo que los amortiguadores de billar). Los amortiguadores K-55 llevan tela vulcanizada, habitualmente lona, sobre el caucho para ajustar la exactitud del rebote de la bola y su velocidad.
Finalmente, las mesas de snooker pueden usar un perfil en forma de L como el perfil L-77. Esto es sobre todo porque en el snooker se usan bolas de diámetro inferior y entradas a los bolsillos más estrechas que en una de billar.

### Tela

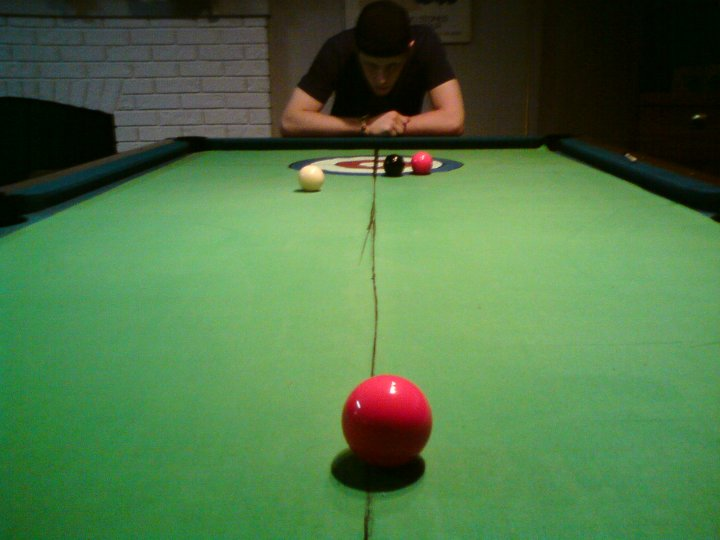
Superficie forrada con tela verde

La tela de billar (a veces, llamada erróneamente fieltro) es un tipo de tela específica que cubre la parte superior del área de juego de la mesa. Están cubiertas por tela de billar de 21–24 onzas (aunque algunas telas más baratas de 19oz están disponibles) siendo el verde su color representativo (al recordar los juegos originales que se jugaban sobre césped, de los cuales surgió el billar) y consiste bien en lana tejida o lana/nailon llamada paño.
La mayoría de las mesas de bar, que soportan mucha actividad, utilizan un paño más lento y grueso pues puede soportar mejor el uso. Este tipo de tela se llama tela de lana. En contraste, la tela de las mesas de alta calidad se hacen de un tejido del tipo de la lana de worsted que da un rodaje más veloz a las bolas. La tela de snooker tiene habitualmente un vello direccional sobre el cual las bolas corren de forma diferente si van a favor o en contra de la dirección del pelo.